# زين مين تون
زين مين تون (بالبورمية: ဇင်မင်းထွန်း)‏ هو لاعب كرة قدم ميانماري في مركز الهجوم، ولد في 12 يونيو 1993 في ميانمار. شارك مع منتخب ميانمار لكرة القدم. أما مع النوادي، فقد لعب مع نادي ياداناربون.

## وصلات خارجية
- زين مين تون على موقع قاعدة بيانات كرة القدم.إي يو (الإنجليزية)
- زين مين تون على موقع قاعدة بيانات كرة القدم.إي يو (الإنجليزية)
- زين مين تون على موقع ناشيونال فوتبول تيمز (الإنجليزية)
- زين مين تون على موقع Soccerway.com (الإنجليزية)
- زين مين تون على موقع عالم كرة القدم.نت (الإنجليزية)